# In the Life
In the Life è il quinto album in studio del gruppo musicale giapponese B'z, pubblicato nel 1991.

## Tracce
1. Wonderful Opportunity - 4:37
2. Tonight (Is The Night) - 4:52
3. Kairaku No Heya (快楽の部屋』) - 4:53
4. Urei no Gypsy (憂いのGYPSY) - 6:40
5. Crazy Rendezvous - 4:21
6. Mou Ichidou Kiss Shitakatta (もう一度キスしたかった) - 4:37
7. Wild Life - 4:27
8. Soredemo Kiminiwa Modorenai (それでも君には戻れない) - 4:43
9. Aikawarazu na Bokura (あいかわらずなボクら) - 1:41
10. Alone - 6:21

## Formazione
- Koshi Inaba
- Takahiro Matsumoto